# ايبي شوارتز
ايبي شوارتز (بالإنجليزية:Ebbe Schwartz) لاعب كرة قدم دنماركي (3 مايو 1901 - 19 أكتوبر 1964) شغل عدد من المناصب الهامة على مستوى كرة القدم في أوروبا، حيث أصبح رئيس الاتحاد الدنماركي لكرة القدم (1950-1964) ثم أصبح أول رئيس للاتحاد الأوروبي لكرة القدم عند تاسيسه (1954-1962)، حيث أصبح بعدها عضو الجنة التنفيدية في الفيفا (1962-1964).